# 大雷代尔尚
大雷代尔尚（法語：Gros-Réderching，法語發音：[ɡʁo ʁedɛʁʃɛ̃]；洛林法兰克语：Gross-Rederschinge）是法国摩泽尔省的一个市镇，属于萨尔格米讷区。

## 地理
大雷代尔尚（49°4'4"N, 7°13'7"E）面积15.73 平方千米，位于法国大東部大區摩泽尔省，该省份为法国东北部内陆省份，是洛林的一部分，西南接默尔特-摩泽尔省，东临下莱茵省，北与卢森堡和德国接壤。
与大雷代尔尚接壤的市镇（或旧市镇、城区）包括：阿亨、贝特维莱尔、比南、布利斯布吕克、奥伯盖尔巴赫、里姆兰、罗尔巴克莱比奇、沃尔夫兰-莱萨尔格米讷。

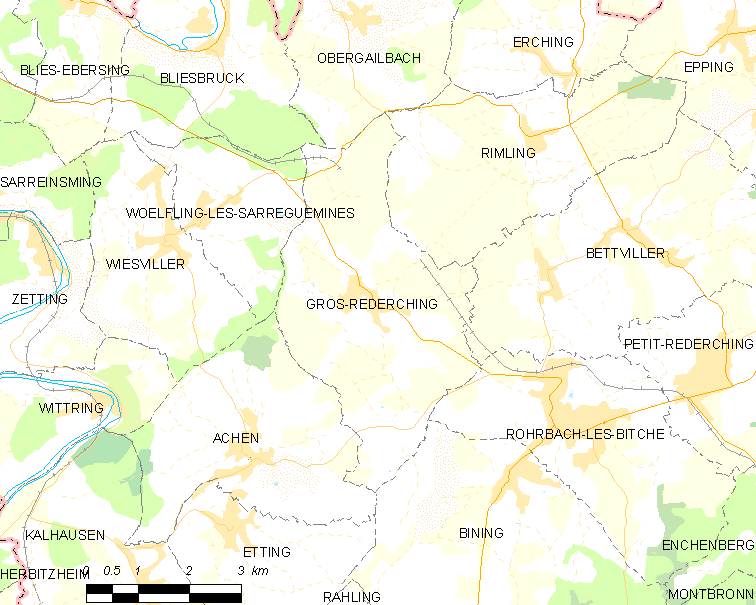
大雷代尔尚的OSM定位图

大雷代尔尚的时区为UTC+01:00、UTC+02:00（夏令时）。

## 行政
大雷代尔尚的邮政编码为57410，INSEE市镇编码为57261。

## 政治
大雷代尔尚所属的省级选区为比奇县。

## 人口

1962-2008年间大雷代尔尚人口变化图示

大雷代尔尚于2022年1月1日时的人口数量为1273人。